# Tramlijn 29 (Amsterdam)
 Tramlijn 29 was een tijdelijke tramlijn in Amsterdam die reed van 8 tot 24 november 2021.

## Aanleiding
Als gevolg van werkzaamheden aan de tramsporen op de hoek van de Sarphatistraat en de Korte 's-Gravesandestraat in Amsterdam reden de tramlijnen 7 en 19 om via de Roetersstraat – Plantage Kerklaan – Plantage Middenlaan – Alexanderplein – Mauritskade.
Omdat er op het Alexanderplein geen verbindingsbogen zijn van en naar de Plantage Middenlaan werd er op het resterende deel van de route van lijn 7, Alexanderplein – Sarphatistraat – Czaar Peterstraat – Azartplein, een pendeltramdienst ingelegd met het lijnnummer 29.
Ter hoogte van de Muiderpoort was een kopeindpunt met oplegwissels, waardoor er alleen tweerichtingtrams op deze tramlijn konden rijden (Combino en 15G).
Het was de eerste keer in de geschiedenis van de Amsterdamse tram dat er een lijn 29 was. Wel waren er eerder vier buslijnen met het lijnnummer 29.

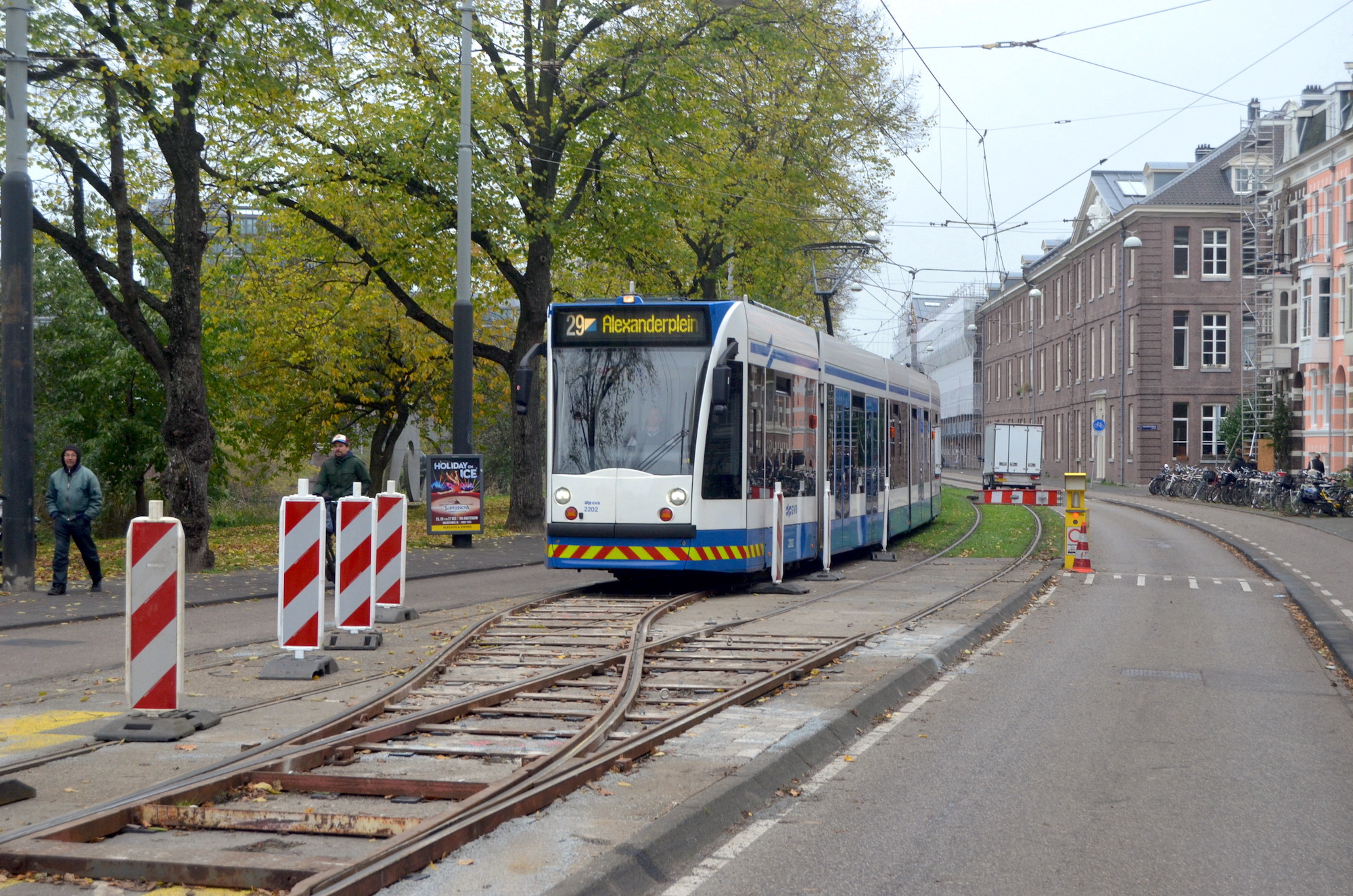
Tijdelijke GVB-tramlijn 29 met oplegwissel op het Alexanderplein.
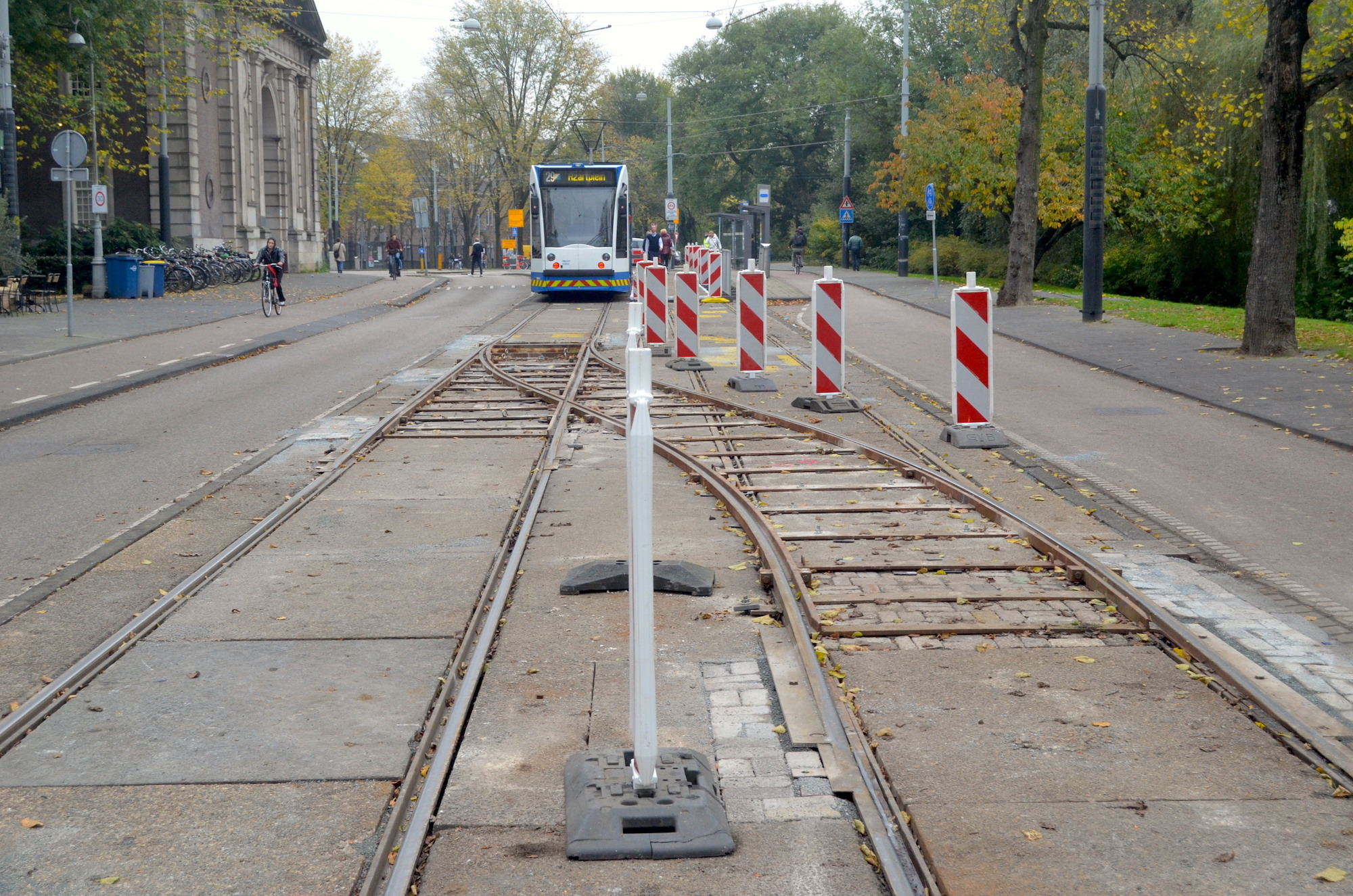
Tijdelijke GVB-oplegwissel voor lijn 29 op het Alexanderplein.
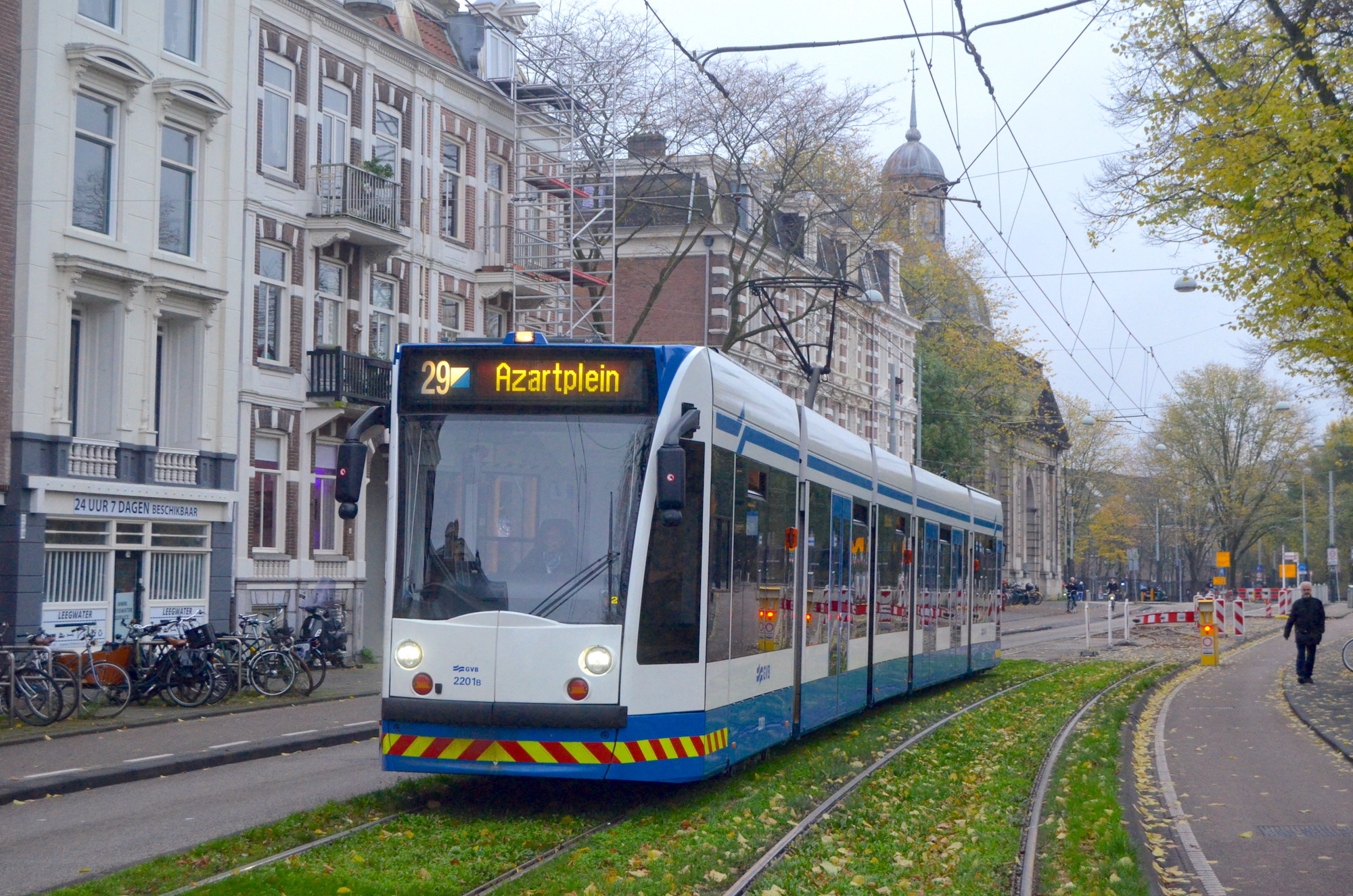
Tijdelijke GVB-tramlijn 29 in de Sarphatistraat.
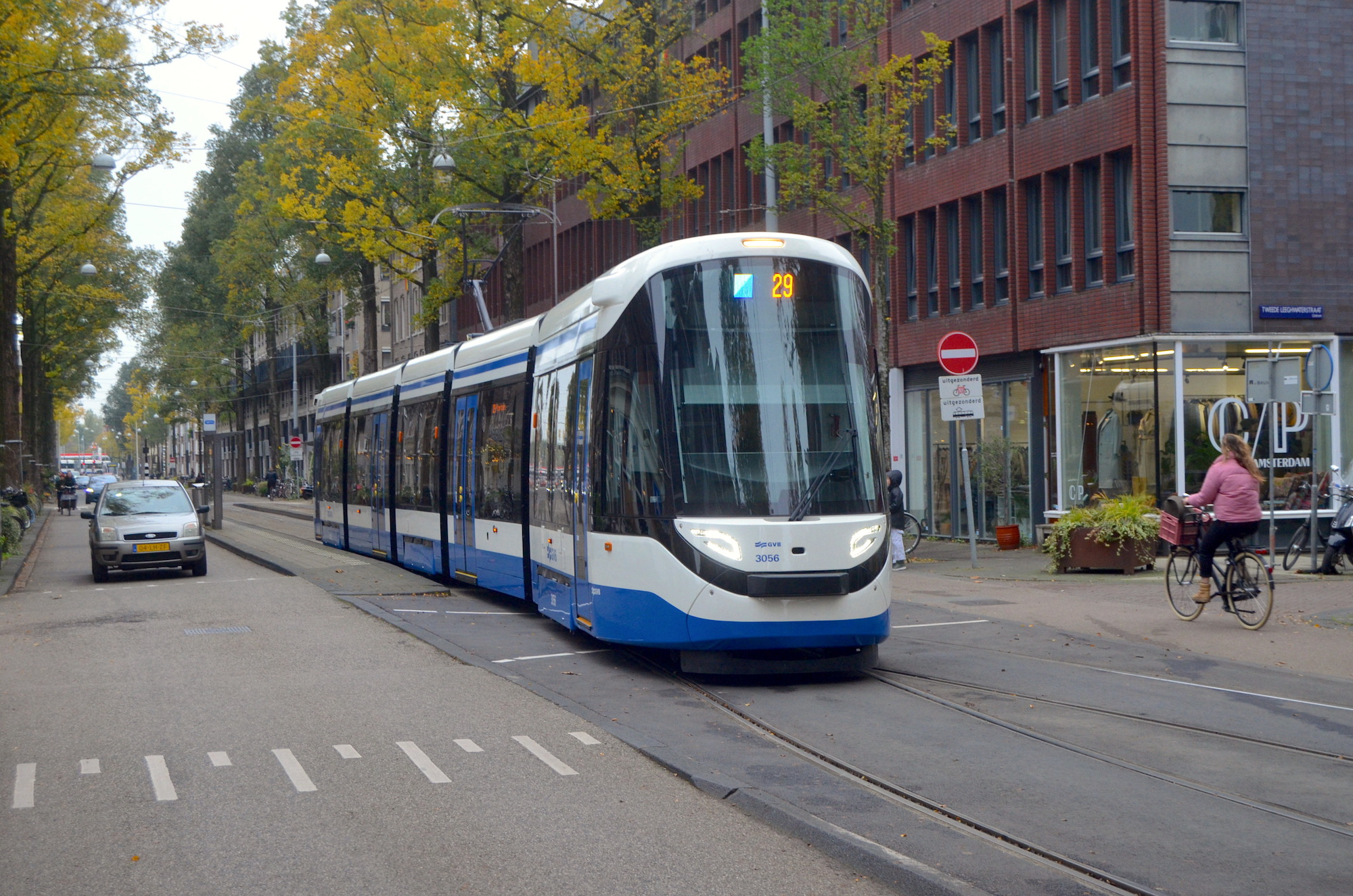
Tijdelijke GVB-tramlijn 29 in de Czaar Peterstraat.